# ミケル・イトゥリア
ミケル・イトゥリア・セグロラ (Mikel Iturria Segurola, 1992年3月16日 - )は、スペイン、バスク州・ギプスコア県、ウルニエタ出身の自転車競技選手。

## 経歴
2013年、Euskadiにてプロキャリアスタート。
2019年、地元バスク地方で開催されたブエルタ・ア・エスパーニャ第11ステージでプロ初勝利。

## 戦績
2019
- ブエルタ・ア・エスパーニャ 区間優勝（第11ステージ）